# اولگا چرنیافسکایا
اولگا چرنیافسکایا (روسی: Ольга Михайповна Чернявская؛ زادهٔ ۱۷ سپتامبر ۱۹۶۳) پرتاب‌گر دیسک زن اهل روسیه است.